# 腹根藻属
腹根藻属（学名：Tenaciphyllum）为重絲藻科的一个属。藻体膜质，坚韧而肉质，平卧，具背腹面。中国仅有西沙腹根藻一种。

## 下级分类
本属包括以下物种：
- 西沙腹根藻 Tenaciphyllum xishaensis